# Garoua
Garoua est la capitale de la région du Nord du Cameroun et le chef-lieu du département de la Bénoué. Elle a été érigée en Communauté urbaine de Garoua en 2008. La population est estimée à 900 000 habitants en 2022, soit la troisième ville du pays. Elle était l'une des premières villes du Cameroun avant la colonisation et était la capitale régionale du Grand-nord jusqu'en 1982. La langue principale d'échange de la ville est le Fulfuldé.

## Géographie

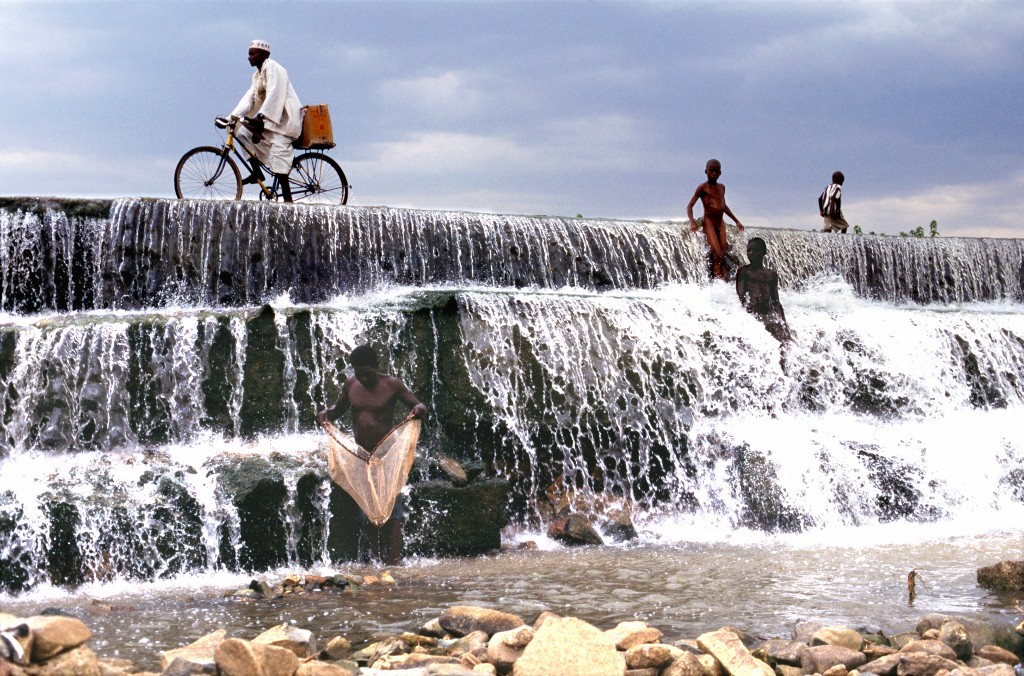
Chutes d'eau.

Elle est située sur la route nationale 1 à 1 107 km au nord de la capitale camerounaise Yaoundé. Oasis de verdure au cœur de la brousse, Garoua est la seule ville traversée par la rivière Bénoué au Cameroun. Une ville plaisante et bien équipée qui constitue une plaque tournante des mouvements touristiques dirigés, d'une part vers le nord, le parc national de Waza et la région des Kapsiki, d'autre part, vers le sud, les parcs de la Bénoué, de Bouba Ndjida et la réserve du Faro.

## Climat

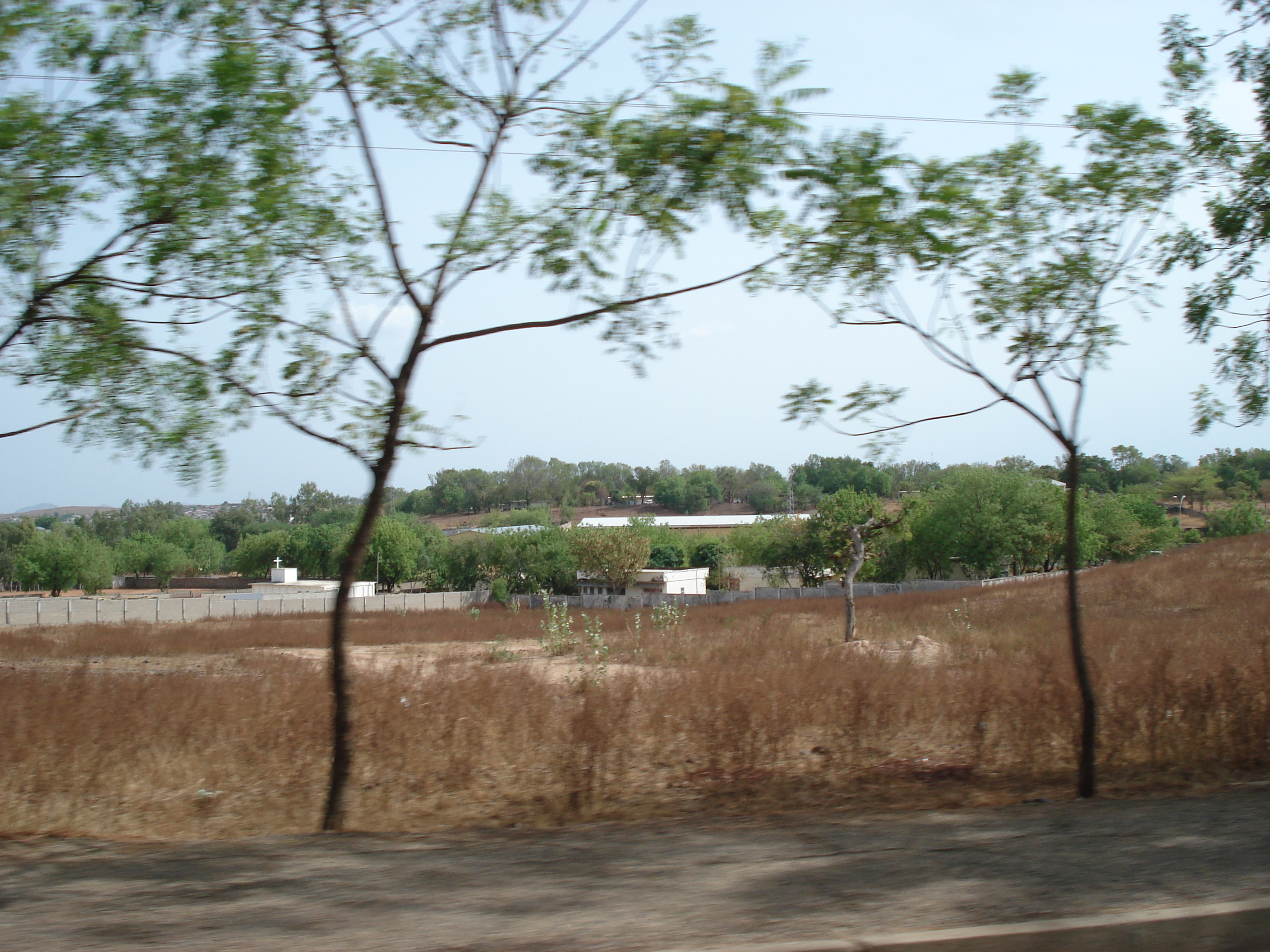
Vue panoramique de Garoua au Cameroun, ville au climat sahélien.

Garoua est dotée d'un climat tropical de type Aw selon la classification de Köppen, avec une température annuelle moyenne de 36,8 °C et des précipitations d'environ 1 005 mm par an, moins importantes en hiver qu'en été.

## Organisation administrative
Outre les villes, la communauté urbaine comprend également les villages de Sanguéré (Garoua Ier) et Pitoa (Garoua IIe).

## Histoire
Dès le XIVe siècle, en provenance de Fouta Toro dans la vallée du fleuve Sénégal, les pasteurs foulbé transitent par les différentes provinces de l'empire du Mali de l'époque, et notamment de la Macina puis le Niger, le pays Haoussa avant d'aboutir au lac Tchad. Ils assistent ainsi à la constitution du royaume du Kanem-Bornou par les kanouri.
La ville a été fondée par l'émir Peul Modibbo Adama, qui a établi l'émirat d'Adamaoua au XIXe siècle.
Pendant la Première guerre mondiale, l'Allemagne livre d'importants combats pour défendre la ville qui appartient au Kamerun. Le siège de Garoua débute le 15 janvier 1915 et se termine le 10 juin 1915, après cinq mois de résistance allemande.
La population de la ville était de 30 000 personnes en 1967.
Garoua est la ville natale du premier président camerounais, Ahmadou Ahidjo. À ce titre, Garoua a bénéficié de beaucoup d'infrastructures parmi lesquelles un aéroport international.
Le gouvernement a créé, le 17 janvier 2008, une communauté urbaine à Garoua.

## Population
L'évolution démographique est relevée par les recensements de la population.
| 1976   | 1987    | 2005    |
| ------ | ------- | ------- |
| 68 800 | 142 000 | 356 900 |

## Consulats et représentations étrangères

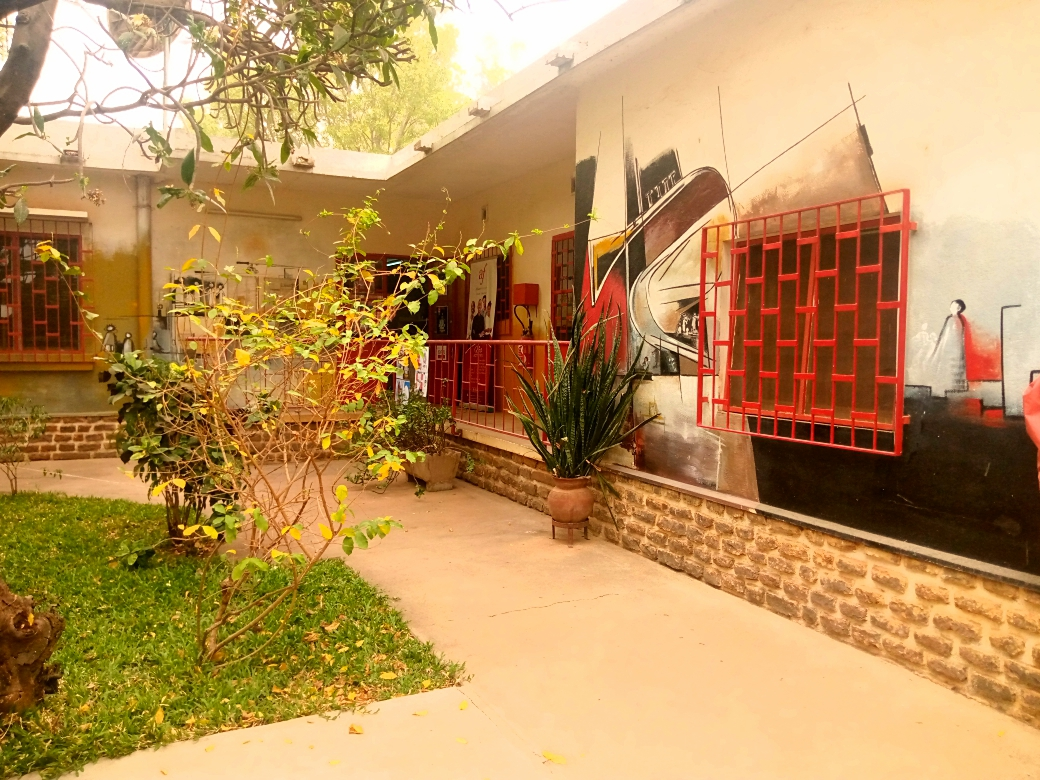
Bibliothèque de l'Alliance Française.

En 2021, trois pays sont représentés à Garoua, le Tchad par un consulat général, la République centrafricaine et la France par un consulat.

## Transports
La ville possède un aéroport international d'une capacité de 1,5 million de passagers et 5 000 tonnes de fret par an, mais il n’est utilisé qu'à 4%.
Garoua possède également un port sec sur la Bénoué aujourd'hui inutilisé.
La ville est reliée à Ngaoundéré et à Maroua par la nationale n°1.
Cette route est présentement en mauvais état, ce qui dédouble les temps de trajet.
La voirie urbaine de Garoua est assez importante (bien qu'insuffisante). Elle présente un état variable en fonction de quartiers après des années de négligence. Si elle est assez satisfaisante en centre-ville, elle est 
en mauvais état dans une grande partie des quartiers de la ville.
Le principal moyen de transport urbain à Garoua est la moto-taxi.

## Éducation
L'arrondissement de Garoua I dispose de neuf établissements d'enseignement secondaire publics, dont 5 collèges et 4 lycées.

Celui de Garoua II possède sept lycées.

## Médias
Beaucoup de médias publics et privés cohabitent dans les villes du Cameroun, qu'il s'agisse de chaînes de télévision, de chaînes de radio ou de la presse écrite. Ainsi, quelques chaînes de télévision camerounaises sont recevables à Garoua : GalaxieTV, Camnews24, CRTV, Spectrum Télévision (STV 1 et STV 2), Canal 2 international et Équinoxe TV.
Quelques radios camerounaises sont recevables à Garoua ou émettent depuis Garoua : Galaxie FM ,CRTV radio, Fm bénoué, Fm Demsa , FM Tingling , Fm salaman, poste national, CRTV Nord...
Quelques journaux écrits camerounais sont accessibles à la population de Garoua : Cameroon Tribune, Le Messager, Mutations, La Nouvelle Expression, Le Jour, Repères, L'Œil du Sahel, Tribune des communes...

## Philatélie
En 1983, la République unie du Cameroun a émis un timbre de 70 F représentant l'hôtel de ville de Garoua.

## Lieux de culte

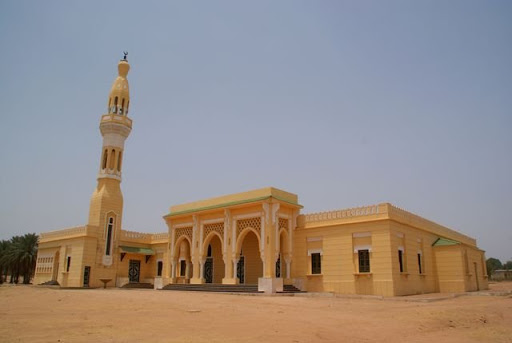
Mosquée de Garoua.

Parmi les lieux de culte, il y a principalement des mosquées musulmane. Il y a aussi des églises et des temples chrétiens : Archidiocèse de Garoua (Église catholique), Église évangélique du Cameroun (Communion mondiale d'Églises réformées), Église presbytérienne camerounaise (Communion mondiale d'Églises réformées), Union des Églises Évangélique au Cameroun (UEEC), Union des églises baptistes du Cameroun (Alliance baptiste mondiale), Mission du plein évangile Cameroun (Assemblées de Dieu) .

## Économie

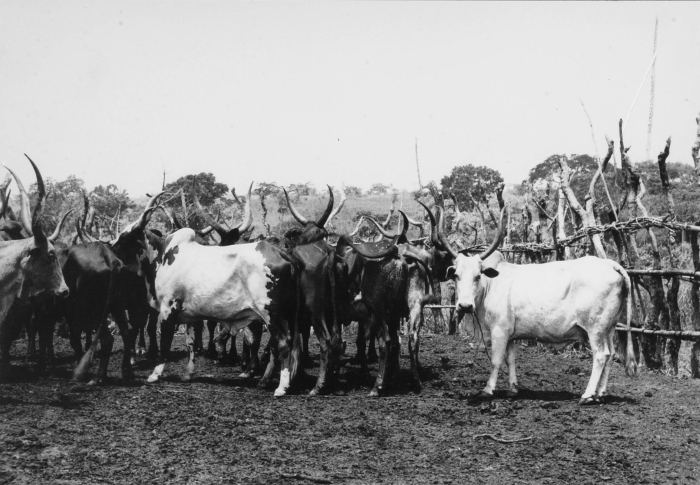
Les zébus, base économique des populations de Garoua.

Située dans l'aire de production du coton, Garoua est le siège de la principale entreprise production cotonnière du pays: Sodecoton. La CICAM détient depuis 1965 une usine de filature et de tissage, unité de transformation du coton fibres en filés.

## Sports
Le club de football du Coton Sport de Garoua, fondé en 1986, évolue dans l'élite du football camerounais depuis 1993. Il se produit au Stade Roumdé Adjia (25 000 places) et quatre annexes sportifs. Le club Gazelle Football Academy de Garoua fondé en 2015 évolue en Elite One depuis 2022.

## Personnalités liées à la ville
- Goggo Addi (1911-1999) conteuse notoire d'expression peule, ayant vécu et décédée à Garoua[19].
- Ahmadou Ahidjo, (1924-1989) premier président de la république du Cameroun.
- Mamadou Bako, premier maire noir de la ville
- Ahmadou Hayatou, SG assemblée nationale
- Eldridge Mohammadou[20], (1934-2004) historien, chercheur, enseignant.
- Sadou Hayatou (1942-2020), Premier Ministre de la république du Cameroun (1991-1992)
- Issa Hayatou (1946-2024), Président de la CAF et vice-président de la FIFA pour l'Afrique
- Youssoufa Daoua (1947-2015), député, maire, sénateur
- Issa Tchiroma Bakary (vers 1949-), député, ministre
- Patrick Fandio, (1975-), journaliste
- Osvalde Lewat (1976-), réalisatrice et photographe
- Nicolas Alnoudji (1979-), footballeur international
- Yann Gael (1986-), acteur français
- Henri Bienvenu (1988-), joueur de football
- Vincent Aboubakar (2010-), joueur de football
- Edgar Salli (2010-2020), joueur de football
- Nicolas Alnoudji (2000-), joueur de football
- Bah Oumarou Sanda (1940-) magistrat et diplomate